# ثعلبة بن مالك بن فهم
ثعلبة بن مالك بن فهم هو ثعلبة بن مالك بن فهم الدوسي.

## نبذة
هو الذي اعتزل إخوته حين اختلفوا في سليمة بن مالك، ورأى أخاه معنًا يتألب على قتل سليمة بعد ما حسدوه عند أبيه مالك بن فهم، فكأن قتله على يديه، فخرج ثعلبة لا إلى أخواله التنوخيين إذ كانت أمه تنوخية فاندمج فيهم، ثم سارت مملكة تنوخ بأجمعها ‘إلى جذيمة الوضاح، وهو إذ ذاك ملك الحيرة فذراري ثعلبة بن مالك فيهم بالشام والجزيرة إلى اليوم.

## غزو ثعلبة بن مالك البحرين
غزا ثعلبة الدوسي البحرين وأخذ غنيمة كبيرة جداً من الأسرى والأموال ومحاصيل الشتى فعلمت قبيلة بنو حنيفة بذلك فأرادوا قطع طريق عودته فأرسلوا له رسولاً يخبره بذلك رغم أنهم واثقون من هزيمته.
فأبلغ ثعلبة الدوسي رسولهم بأن السيف هو الفيصل بيننا وعندما تقابل الجيشان قام ثعلبة الدوسي ورفاقه بقتل أكثر من 600 فارس مثلماً يقال كانت حرب أبادة فتنبه ثعلبة لذلك أوقف القتال وأخذ بعضهم أسرى وأمر البقية بالانصراف وكانت هزيمة لم يسمع بمثلها قط في وقتها.
فقالت نائحة من بني عامر تبكي وتعير قومها بني عامر:
وكان رد القائد ثعلبة بن مالك :